# Corupá (kommun)
Corupá är en kommun i Brasilien.   Den ligger i delstaten Santa Catarina, i den södra delen av landet, 1 200 km söder om huvudstaden Brasília. Antalet invånare är 13 852.
Följande samhällen finns i Corupá:
- Corupá

I omgivningarna runt Corupá växer i huvudsak städsegrön lövskog. Runt Corupá är det ganska glesbefolkat, med 31 invånare per kvadratkilometer.